# Sainte-Anastasie (Gard)
Sainte-Anastasie is een gemeente in het Franse departement Gard (regio Occitanie). De plaats maakt deel uit van het arrondissement Nîmes. Sainte-Anastasie telde op 1 januari 2022 1.744 inwoners.
In 1940 werd op het grondgebied van de gemeente de Grot van Baume-Latrone ontdekt met prehistorische rotstekeningen.

## Geografie
De oppervlakte van Sainte-Anastasie bedroeg op 1 januari 2022 43,64 vierkante kilometer; de bevolkingsdichtheid was toen 40 inwoners per km².

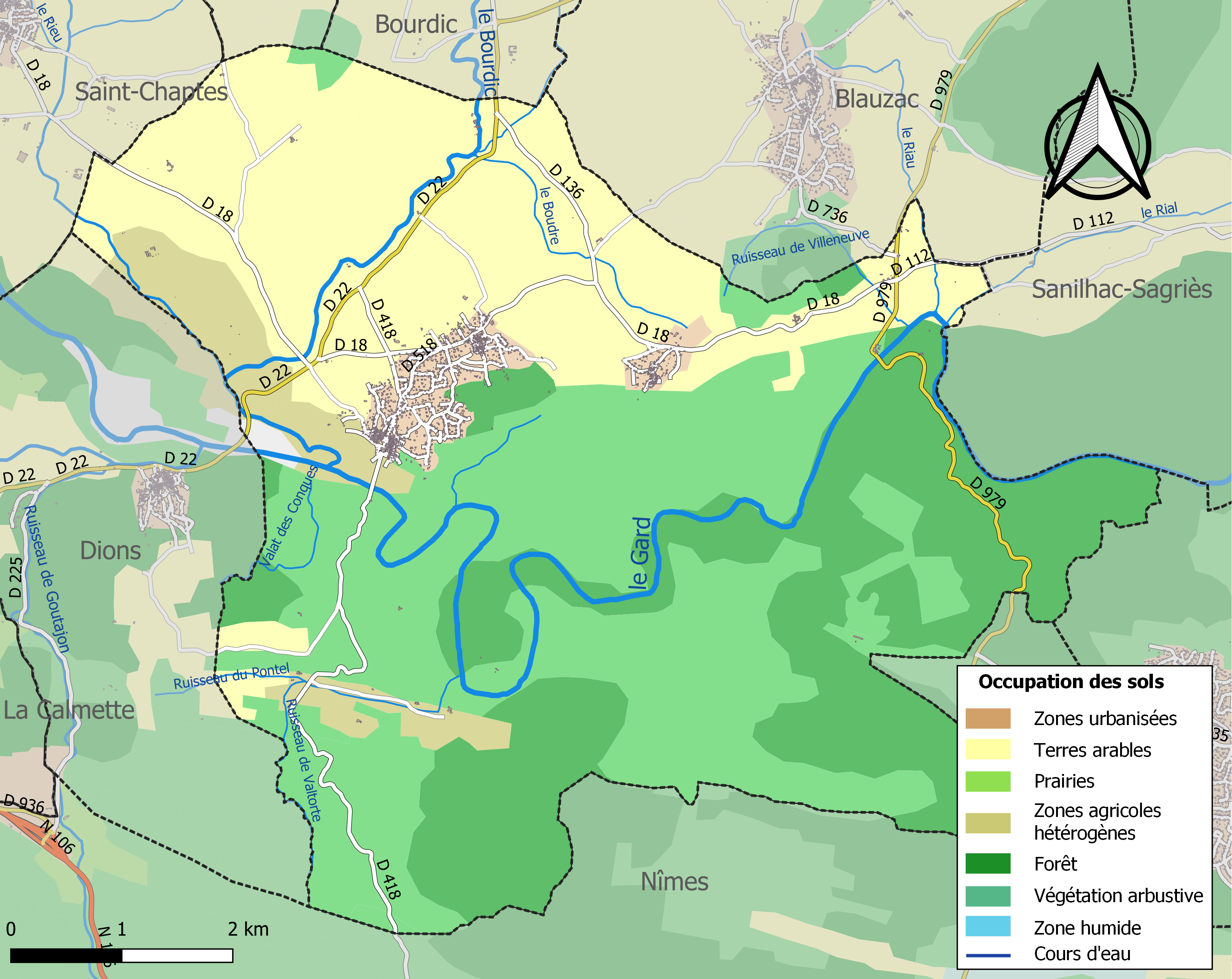
Kaart van de gemeente met belangrijkste infrastructuur, bodemgebruik en omliggende gemeenten

## Demografie
Onderstaande figuur toont het verloop van het inwonertal (bron: INSEE-tellingen).